# Lesquin

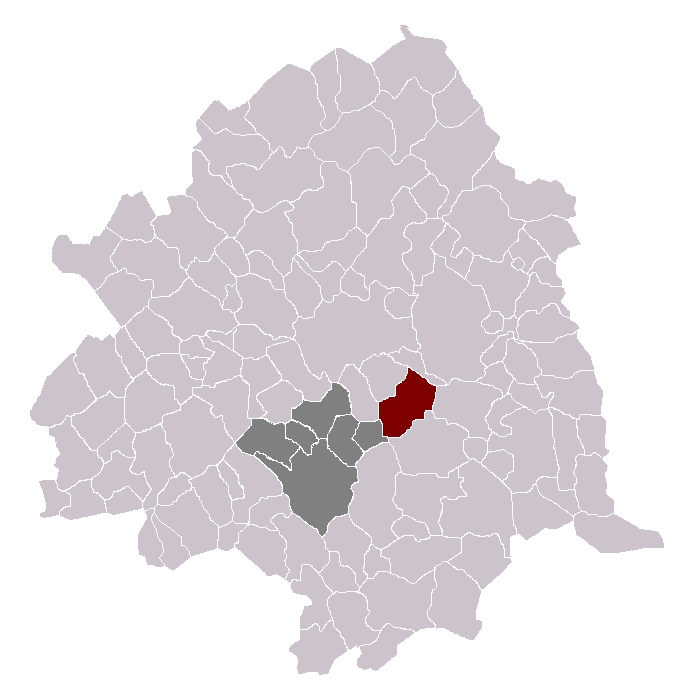
Ubicació de Lesquin dins del cantó i el districte

Lesquin és un municipi francès, situat a la regió dels Alts de França, al departament del Nord. L'any 2006 tenia 6.432 habitants. Limita al nord-oest amb Ronchin, al nord amb Lezennes, a l'oest amb Faches-Thumesnil, a l'est amb Sainghin-en-Mélantois, al sud-oest amb Vendeville i al sud amb Fretin.

## Demografia
| 1962                                       | 1968  | 1975  | 1982  | 1990  | 1999  | 2006  |
| ------------------------------------------ | ----- | ----- | ----- | ----- | ----- | ----- |
| 4.010                                      | 4.319 | 5.302 | 5.311 | 5.660 | 6.007 | 6.432 |
| Des de 1962: població sense dobles comptes |       |       |       |       |       |       |

## Administració
| Període   | Identitat       | Partit |
| --------- | --------------- | ------ |
| 1904-1908 | Henri Delobel   |        |
| 1908-1919 | Félix Leclercq  |        |
| 1919-1925 | Alexis Defretin |        |
| 1925-1939 | Victor Vanheren |        |
| 1939      | Henri Sury      |        |
| 1939-1944 | Florent Willems |        |
| 1944-1947 | Etienne Coulon  |        |
| 1947-1971 | Lucien Bernard  |        |
| 1971-1995 | Claude Senepart |        |
| 1995-     | Dany Wattebled  | MoDem  |

## Agermanament
- Linnich
- Bafoulabé